# Fernando Vega Torres
Fernando Vega Torres (Arahal, provincia de Sevilla, 3 de julio de 1984) es un futbolista andaluz que jugaba en el Club Deportivo Lugo como lateral izquierdo.

## Biografía
Fernando Vega empezó su carrera futbolística en los escalafones inferiores del Sevilla F. C., jugando en el segundo equipo nervionés hasta en el año 2005 dando el salto a la Segunda división española, jugando en las filas del Lorca Deportiva.
Su campaña en el conjunto lorquino le sirvió para dar el salto a la Primera División Española y firmar a principios del 2006 por el Real Betis Balompié.
Su debut en la Primera División Española se produjo en el Estadio Nuevo Colombino ante el Recreativo de Huelva, partido que ganaron los locales por dos tantos a cero.
En su primera temporada en verdiblanco no contó con muchos minutos de juego, ya que en su puesto venía jugando Enrique Romero, aunque finalmente terminó disputando algunos partidos (17) de los cuales la mayoría fueron jugados en la segunda vuelta.
Tiene una Peña Bética con su nombre en la localidad en la que nació, Arahal.
El futbolista renovó su contrato con el Real Betis Balompié hasta la temporada 2013-2014, aunque lo rescindió en agosto de 2011. 
En el mercado invernal de 2012, el jugador ficha por el Recreativo de Huelva.
Era un gran amigo del fallecido futbolista Antonio Puerta. En el verano de 2015 se confirma su fichaje por el Club Deportivo Lugo. Tiene 2 hijos llamados Izan Vega y Naim Vega.

## Clubes
| Año       | Club                 | País   | Partidos |
| --------- | -------------------- | ------ | -------- |
| 2002-2005 | Sevilla FC B         | España | 89       |
| 2005-2006 | Lorca Deportiva      | España | 39       |
| 2006-2011 | Real Betis           | España | 115      |
| 2012-2015 | Recreativo de Huelva | España | 79       |
| 2015-2016 | Club Deportivo Lugo  | España | 2        |

- Datos: Q1371965